# David Thomas Ansted

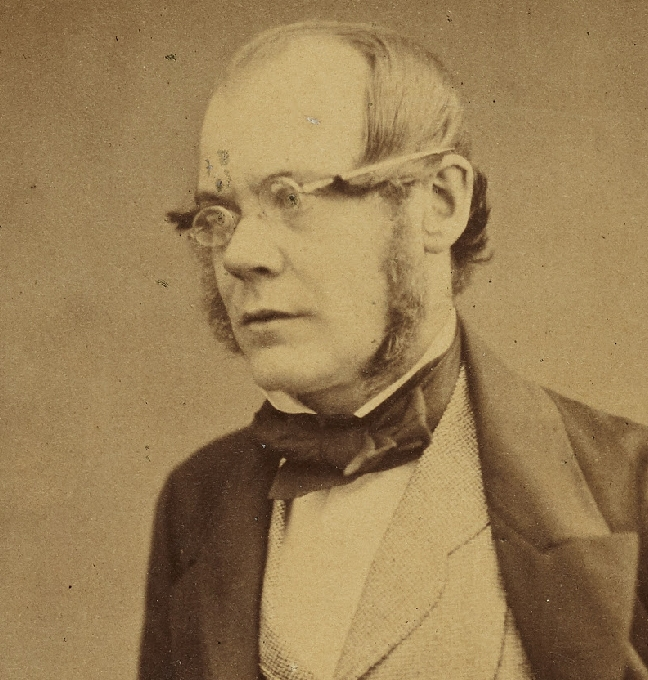
D.T. Ansted.

David Thomas Ansted, född 5 februari 1814 i London, död 13 maj 1880 i Melton nära Woolbridge, Suffolk, var en engelsk geolog.
Ansted blev 1840 professor vid King's College i London och 1845 vid tekniska högskolan i Putney, London. År 1844 blev han vice sekreterare hos Geological Society of London. Han höll en mängd föreläsningar vid Royal Institution i London samt utgav en mängd geologiska och fysikalisk-geografiska arbeten.